# František Klik
František Klik (9. dubna 1930 Plzeň – 14. ledna 2010) byl český strojní inženýr, profesor jaderné energetiky a jeden ze zakladatelů československé jaderné energetiky.
František Klik se narodil 9. dubna 1930 v Plzni. V roce 1952 absolvoval na Fakultě strojní ČVUT inženýrský obor Parní turbíny, kde také o sedm let později získal titul kandidát věd. Poté pracoval v Ústavu jaderného výzkumu v Řeži a poté mezi roky 1967 a 1972 jako inspektor Mezinárodní agentury pro atomovou energii IAEA ve Vídni. V této době byl veden StB jako informátor pod krycím jménem Franta. V roce 1972 se stal vedoucím odboru jaderné bezpečnosti a záruk Československé komise pro atomovou energii, kterým byl až do roku 1977, kdy byl v říjnu zvolen na místo ředitele oddělení inspektorů jaderných materiálů IAEA. V roce 1978 prosazoval vytvoření katedry atomistiky na FEL ČVUT. Byl členem KSČ.
V roce 1982 se jako čerstvý profesor (jako první profesor pro oblast jaderné energetiky v ČSSR) významnou měrou zasadil o vytvoření samostatného jaderně-energetického oboru na Katedře tepelných a jaderných zařízení FS ČVUT (později Ústav energetiky). V roce 1995 se vrátil do ÚJV Řež na pozici vědeckého sekretáře a tajemníka vědecké rady ústavu a v roce 2002 stál u zrodu Centra výzkumu Řež a stal se jedním z prvních jednatelů, kterým byl až do roku 2009.
František Klik zemřel 14. ledna 2010 ve věku nedožitých 80 let.